# José Blas de Molina
José Blas Molina est un espagnol, partisan de Ferdinand VII d'Espagne, maître serrurier de son état, qui vivait à la fin du XVIIIe siècle et au début du XIXe siècle. Il a dirigé une des parties qui ont participé au Soulèvement d'Aranjuez. Il a accouru comme beaucoup d'autres aux abords du Palais Royal, quand les madrilènes soupçonnèrent que les français pensaient enlever les derniers membres de la famille royale, et par ses cris il a réussi à ameuter les présents, et à provoquer le Soulèvement du Dos de Mayo de 1808.

## Dos de mayo
En mai 1808, Madrid se trouvait occupée par environ 50 000 soldats français, 10 000 dans la capitale, 10 000 à la périphérie et 30 000 attendant les ordres pour agir.
Le matin du 2 mai, suivant le plan minutieusement orchestré par le général français Joachim Murat chargé de la manœuvre dans Madrid, deux carrosses se sont dirigés vers le Palacio Real dans l'intention de conduire en France les derniers membres de la famille royale, le frère du Roi et l'Infant François de Paule, qui résidaient encore à Madrid. Les Français souhaitaient agir de manière discrète pour le transfert de François de Paule afin d'éviter des mouvements de grande ampleur.
À cause de la grande tension qui existait en Espagne du fait de la présence française qui en réalité, se transformait sans le dire en invasion, les alentours du Palais royal étaient peuplés de nombreux passants proches de la cause de Ferdinand et d'opposants à l'occupation française, en général, et parmi eux se trouvait José Blas Molina.
En dépit de la nombreuse foule tout autour, personne ne s'est opposé à la sortie du palais de la sœur de Ferdinand VII, Marie Louise, ex-reine d'Étrurie, qui a entrepris le voyage dans le premier carrosse. C'est quand le second carrosse était en train d'attendre la sortie de l'infant François, que Molina est intervenu.
Dans le Soulèvement du Dos de Mayo, son intervention a été simple mais décisive pour les événements qui ont eu lieu par la suite. Il s'est approché à pas rapide de la voiture qui stationnait à la porte du Palacio Real en attendant François de Paule. Il était accompagné d'un cordonnier et de trois femmes avec leurs paniers pour les courses. C'est alors qu'il a commencé à crier  « Trahison! Ils nous ont enlevé notre roi et ils veulent enlever tous les membres de la famille royale! Mort aux Français! ».
En entendant ses appels, des hommes et des femmes se sont rassemblés autour de lui. Le lieutenant-colonel d'infanterie Rodrigo López de Ayala y Varona, Majordome de Semaine et gentilhomme, a suivi l'exemple de Molina en demandant à grands cris au peuple de s'armer, car les Français emmenaient l'infant.

## Sources
- (es) Cet article est partiellement ou en totalité issu de l’article de Wikipédia en espagnol intitulé « José Blas de Molina » (voir la liste des auteurs).